# Вешхославиці (гміна)
Гміна Вешхославиці (пол. Gmina Wierzchosławice) — сільська гміна у південній Польщі. Належить до Тарнівського повіту Малопольського воєводства.
Станом на 31 грудня 2011 у гміні проживало 10629 осіб.

## Площа
Згідно з даними за 2007 рік площа гміни становила 74,84 км², у тому числі:
- орні землі: 48,00%
- ліси: 39,00%

Таким чином, площа гміни становить 5.29% площі повіту.

## Населення
Станом на 31 грудня 2011:
| Опис     | Загалом | Загалом | Чоловіки | Чоловіки | Жінки | Жінки |
| -------- | ------- | ------- | -------- | -------- | ----- | ----- |
| одиниця  | осіб    | %       | осіб     | %        | осіб  | %     |
| все      | 10629   | 100     | 5192     | 48,85    | 5437  | 51,15 |
| міське   | 0       | 100     | 0        |          | 0     |       |
| сільське | 10629   | 100     | 5192     | 48,85    | 5437  | 51,15 |

## Сусідні гміни
Гміна Вешхославіце межує з такими гмінами: Боженцин, Войнич, Жабно, Радлув, Тарнув.